# مسجد جمعه شکی
مسجد جمعه شکی (انگلیسی: Juma Mosque in Sheki) یک مسجد تاریخی در شهر شکی، جمهوری آذربایجان است.

## معماری
این مسجد در سده‌های ۱۸ تا ۱۹ میلادی ساخته شده است و شامل طاق‌ها، ستون‌ها و یک سالن است که توسط سنگ‌ها و قسمت‌های چوبی تقسیم شده است.
مناره بخش اصلی مسجد است و بلندای آن ۲۸.۵ متر است و در فاصله چند متری مسجد واقع شده است. مناره با تزئینات و تزئینات آجری تزئین شده و یه سمت بالا باریک‌تر می‌شود.  شرفه بخشی از مناره است و کاملاً ایجاد شده است.
فضای درونی مسجد بسیار ساده است. پیش‌تر نمازخانه واقع در آنجا به عنوان مدرسه مورد استفاده قرار می‌گرفت. این مسجد دو طبقه است و نمای آن نیز با تزئینات آجری تزئین شده است.